# Териер
Териер (от англ. и френ. terrier, производно от лат. terra – земя), група от породи кучета, предназначени главно за лов на животни, които живеят под земята, както и за борба с гризачите. Съвременните териери (около 30 породи) се използват като служебни (например Руският черен териер), ловни (фокстериер и пр.) и декоративни („играчка“-териер и др.)

## Общи характеристики
- Достига размери между 36 и 43 см, теглото варира между 29 и 66 кг.
- Главата му е по-скоро едра, с овални линии, богато покрита с козина – има мустаци, вежди и брада.
- Очите му са големи, овални, тъмни и поставени раздалечено едно от друго.
- Козината защитава изцяло кучето, като пада равномерно отпред върху очите, но без да ги закрива.
- Окраска: всеки цвят или комбинация от цветове, включително и бяло, са позволени с изключение на шоколадово.
- Крайници: здрави и нещо, което ги прави уникални – широките, плоски лапи са добре покрити с козина.
- Опашка: богато окосмена, здраво захваната и я носи над гърба. Горната линия е права.